# Pea Ridge (Arkansas)
Pour les articles homonymes, voir Pea Ridge.
Pea Ridge est une municipalité du comté de Benton, dans l’État de l’Arkansas aux États-Unis.

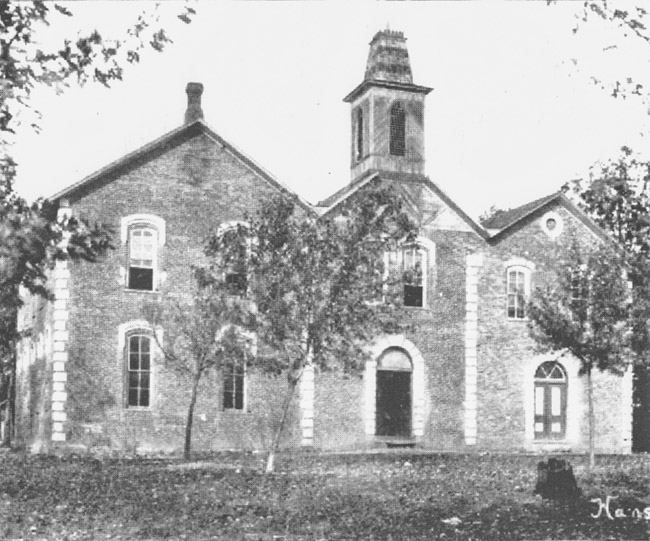
Le bâtiment du Pea Ridge Masonic College de 1880 tel qu'il apparaissait en 1920, environ dix ans avant qu'il ne soit rasé

## Démographie
| 1940 | 1950 | 1960 | 1970  | 1980  | 1990  |
| ---- | ---- | ---- | ----- | ----- | ----- |
| 72   | 268  | 380  | 1 088 | 1 488 | 1 620 |

| 2000  | 2010  | - | - | - | - |
| ----- | ----- | - | - | - | - |
| 2 346 | 4 794 | - | - | - | - |